# Doesus taprobanicus
Doesus taprobanicus är en skalbaggsart som beskrevs av Charles Joseph Gahan 1906. Doesus taprobanicus ingår i släktet Doesus och familjen långhorningar.
Artens utbredningsområde är Sri Lanka. Inga underarter finns listade i Catalogue of Life.